# Mesolia albimaculalis
Mesolia albimaculalis är en fjärilsart som beskrevs av George Francis Hampson 1919. Mesolia albimaculalis ingår i släktet Mesolia och familjen Crambidae. Inga underarter finns listade i Catalogue of Life.